# Galearis rotundifolia
Galearis rotundifolia är en orkidéart som först beskrevs av Joseph Banks och Frederick Traugott Pursh, och fick sitt nu gällande namn av Richard M. Bateman. Galearis rotundifolia ingår i släktet Galearis och familjen orkidéer. Inga underarter finns listade i Catalogue of Life.

## Bildgalleri

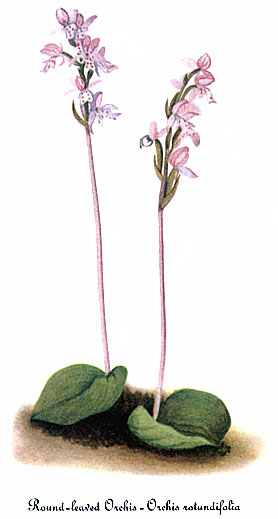
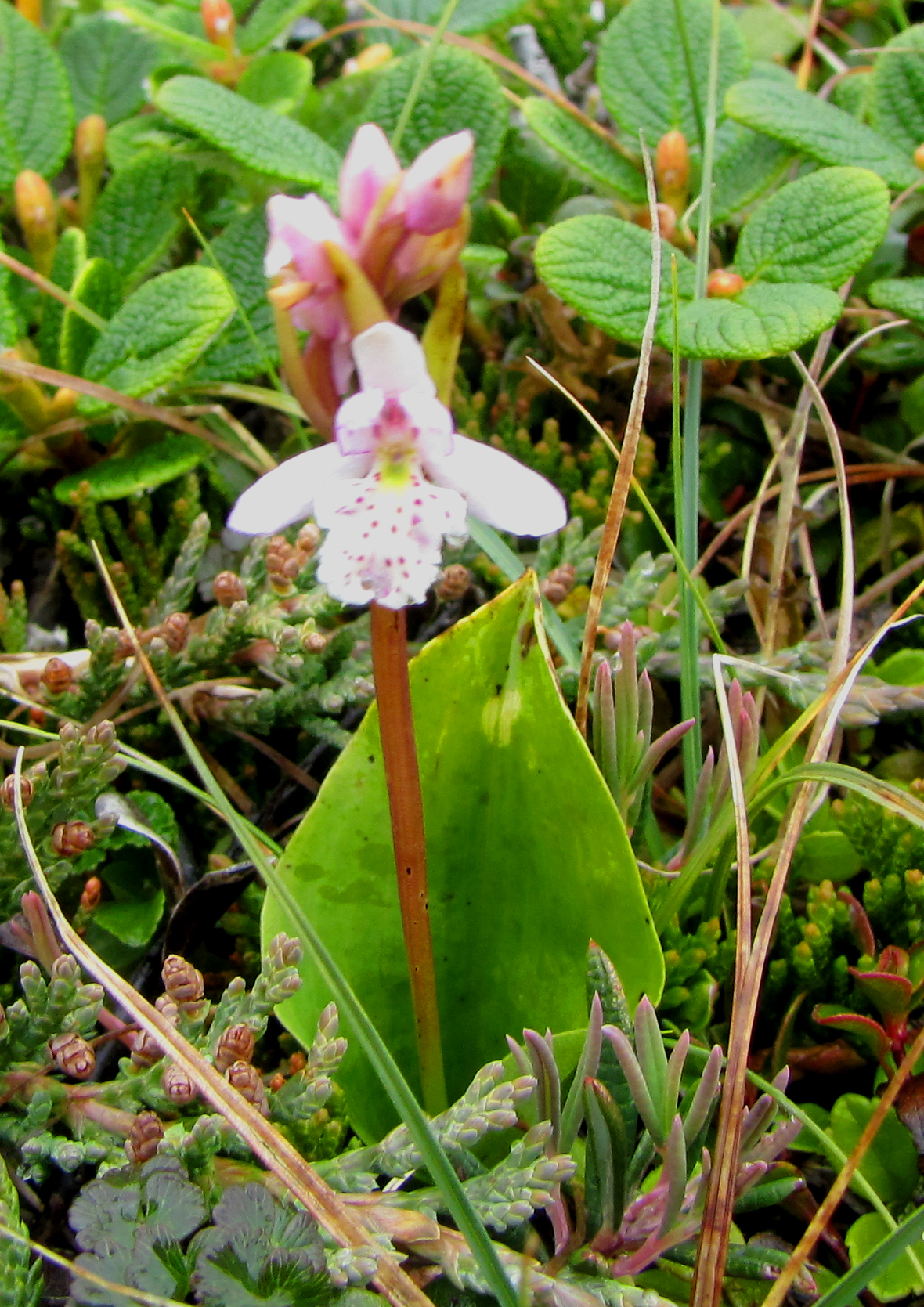